# Gigue

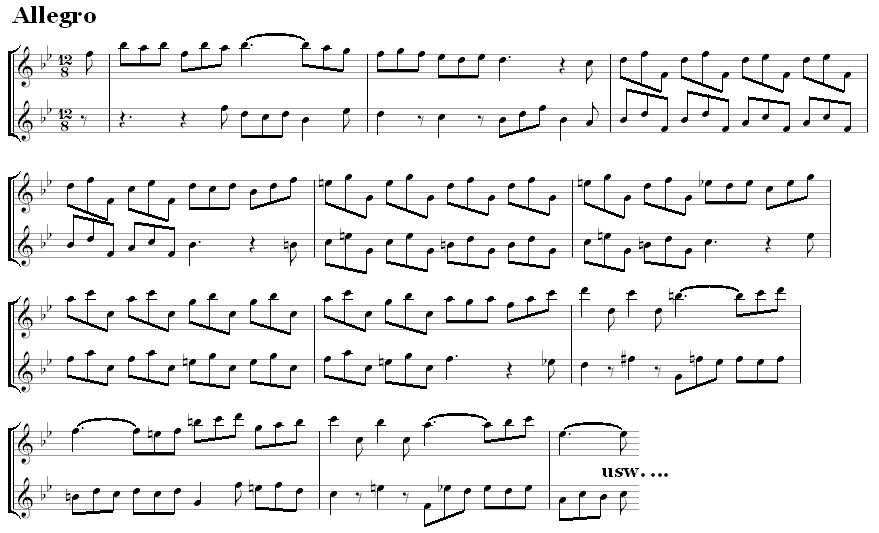
Partituur

De gigue is een zeer snelle dans, waarvan het ritme een veelvoud is van drie. De naam gigue is vermoedelijk afkomstig van het Italiaanse woord "giga" (viool), dat ook de naam is van een driesnarig instrument uit de 12e en 13e eeuw, met als karakteristieke eigenschap twee cirkels die in de vorm van een 8 uitgesneden zijn in de klankkast.
De dans, afkomstig uit Schotland en Ierland, werd door klassieke componisten gebruikt in hun composities. De gigue, die verwant is aan de Britse dans jig, was reeds omstreeks 1600 in Engeland bekend. In de tweede helft van de zeventiende eeuw bereikte de dans ook het Europees continent. Barokcomponisten namen haar gewoonlijk als laatste deel op in een suite, die traditioneel uit een aantal dansen in voorgeschreven volgorde bestaat. De gigue volgt dan doorgaans op de langzame sarabande. Soms volgt daarna nog een chaconne of gavotte.
Ook modernere componisten die voor hun werken de klassieke indeling gebruiken maken nog wel gebruik van deze levendige dans. Johann Sebastian Bach en Wolfgang Amadeus Mozart schreven bekende gigues, maar ook Albert Roussel bijvoorbeeld besloot zijn expressieve Suite en fa met een gigue.